# Turkmenische Luftstreitkräfte

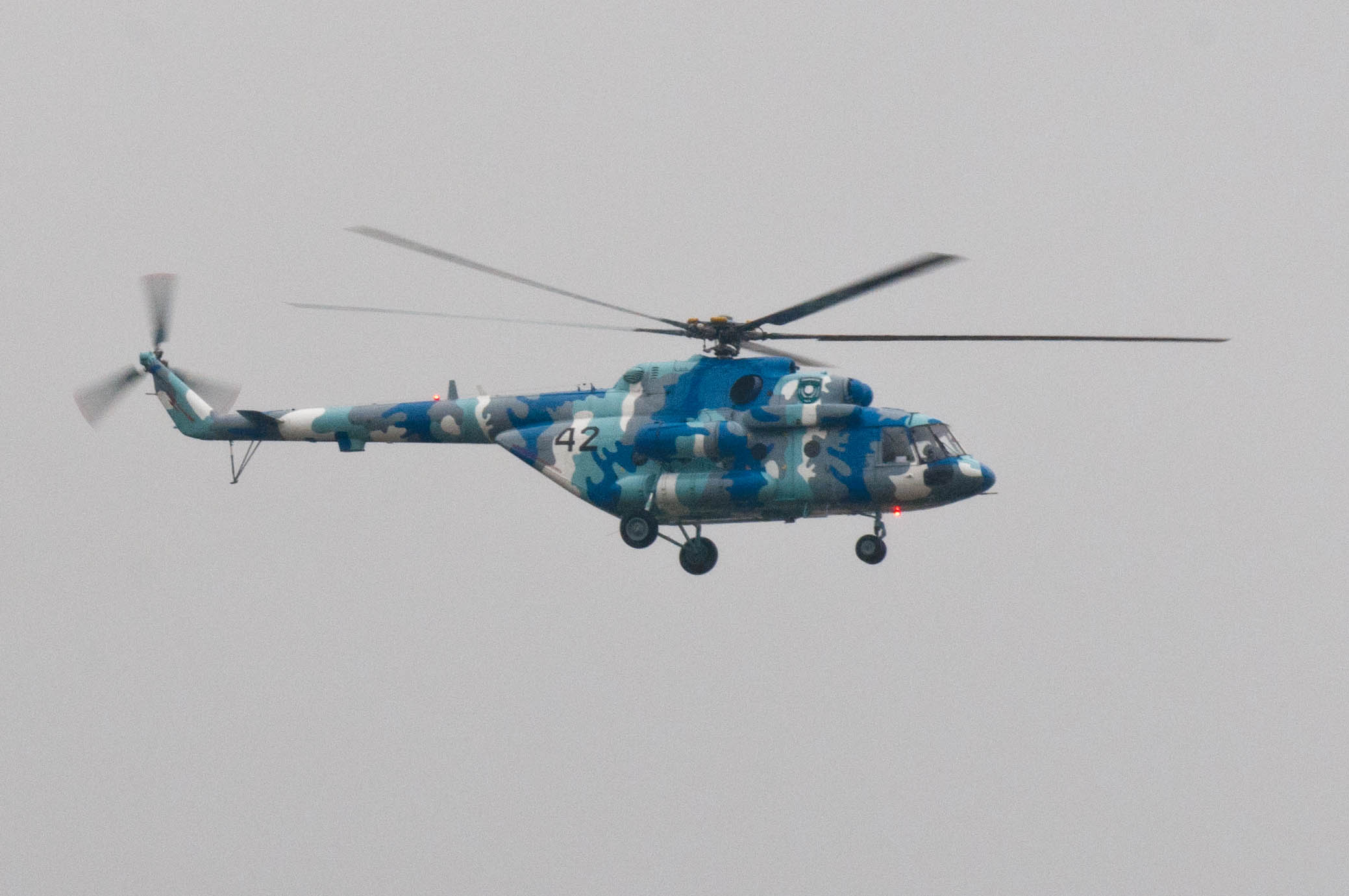
Turkmenische Mi-8 anlässlich der Parade zum Unabhängigkeitstag

Die Turkmenischen Luftstreitkräfte bilden die Luftmacht der Streitkräfte Turkmenistans.

## Gliederung
Die 3.000 Mann starke Luftwaffe unterteilt sich in zwei Jagdbomberregimenter (Su-25), das 67. Abfangjägerregiment (MiG-29) und die 47. gemischte Staffel (An-24, Mi-8, Mi-24).

## Ausrüstung
An Fluggeräten sind vorhanden:
- Abfangjäger:
  - 10 MiG-29 (Fulcrum-A)
  - 12 MiG-29 (Fulcrum-C)
- Schlachtflugzeuge:
  - 46 Su-25 (Frogfoot-A)
- Transportflugzeuge:
  - 10 An-2 (Colt)
  - 10 An-26 (Curl)
  - 1 An-74
  - 1 An-24 (Coke)
  - 2 Alenia C-27J[3]
- Schulflugzeuge:
  - 2 Super Tucano (Ziel möglicherweise 6 Stück)[3]
  - 2 L-39 „Albatros“
  - 2 MiG-29UB (Fulcrum-B)
  - Su-25UB (Frogfoot-B)
- Kampfhubschrauber:
  - 10 Mi-24 (Hind)
- Transporthubschrauber:
  - 10 Mi-8 (Hip)

Als Bordwaffen werden Luft-Luft-Raketen der Waffensysteme Wympel R-3, Wympel R-23, Wympel R-60, Wympel R-27, Wympel R-73, Luft-Boden-Raketen der Waffensysteme Ch-23, Ch-28, Ch-25, Ch-25P, Ch-29 und Panzerabwehrraketen des Waffensystems 9K11 Maljutka eingesetzt.

## Luftverteidigung
Der Turkmenischen Luftverteidigung stehen 50 FlaRak-Waffensteme zur Verfügung. Diese sind das mobile Waffensystem S-75 und die stationären Waffensysteme S-125 Newa und S-200.